# Kanegem

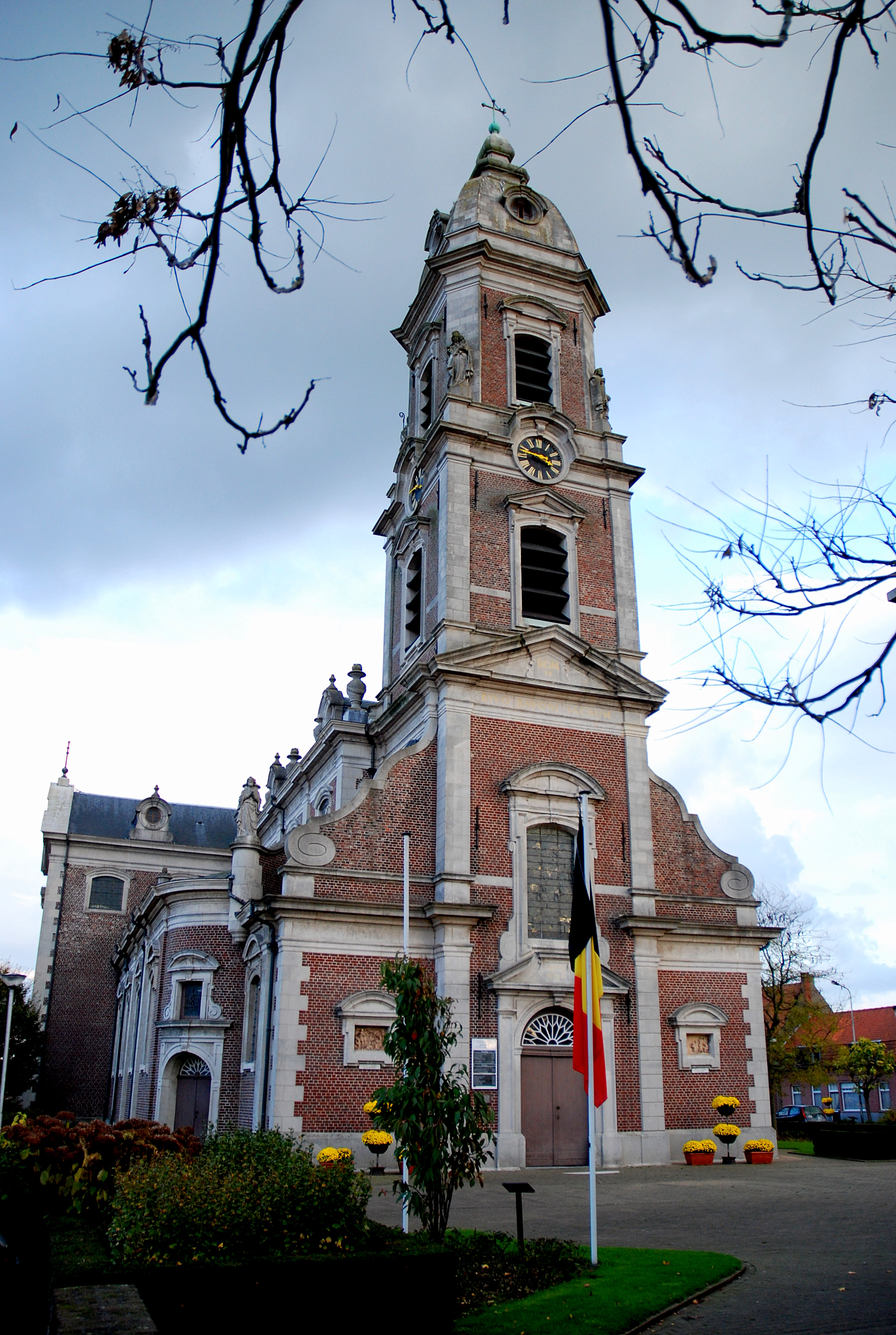
Sint-Bavokerk

Kanegem ist eine belgische Ortschaft und als solche eine Sektion der Gemeinde Tielt in der Provinz Westflandern.
Die Ortschaft ist im östlichen Teil der Provinz gelegen, hart an der Grenze der Provinz Ostflandern. Sie hat einen ausgesprochen ländlichen Charakter und wird deswegen oft als „Grünes Dorf“ oder als „Blumendorf“ bezeichnet.
Kanegem war bis zu den belgischen Gemeindefusionen im Jahre 1977 eine eigenständige Gemeinde.

## Sehenswürdigkeiten
- Sint-Bavokirche, auch „De kathedraal van te lande“ genannt.
- Mevrouwwindmühle

## Persönlichkeiten
- Pieter Ombregt, belgischer Fotograf und Radrennfahrer.
- Godfried Danneels, belgischer Kardinal und Erzbischof von Mechelen.
- August Vandekerkhove, Erfinder, Feminist und Autor.
- Briek Schotte, Radrennfahrer.